# Glicko-ratingsysteem
Het Glicko-ratingsysteem en het Glicko-2-ratingsysteem zijn methoden om de sterkte van een speler te beoordelen in nulsomspellen voor twee spelers. Het Glicko-ratingsysteem werd uitgevonden in 1995 door Mark Glickman als een verbetering op het Elo-ratingsysteem en was in eerste instantie bedoeld als een schaakratingsysteem. Glickman's belangrijkste bijdrage aan de meting is ratingbetrouwbaarheid, RD genoemd (ratingdeviatie).

## Overzicht
Zowel de Glicko- als de Glicko-2-ratingsystemen worden gebruikt op verschillende apps en websites, zoals Chess.com, Lichess, Pokémon Showdown, Pokémon GO, Counter-Strike: Global Offensive, Quake Live, Splatoon 2 en 3, Dota 2, Dominion Online, Guild Wars 2, Team Fortress 2, TETR.io en programmeerwedstrijden.
De Betrouwbaarheidsafwijking (RD) meet de nauwkeurigheid van de rating van een speler, waarbij de RD gelijk is aan één standaardafwijking. Bijvoorbeeld, een speler met een rating van 1500 en een RD van 50 heeft een werkelijke sterkte tussen 1400 en 1600 (twee standaardafwijkingen van 1500) met een betrouwbaarheid van 95%. Twee keer (exact: 1,96) wordt de RD opgeteld en afgetrokken van hun rating om dit bereik te berekenen. Na een wedstrijd hangt de mate waarin de rating verandert af van de RD: de verandering is kleiner als de RD van de speler laag is (omdat hun rating al als accuraat wordt beschouwd), en ook als de RD van de tegenstander hoog is (omdat de echte rating van de tegenstander niet goed bekend is, dus er wordt weinig informatie gewonnen). De RD zelf daalt na het spelen van een spel, maar zal langzaam stijgen na verloop van tijd van inactiviteit.